# Ζ
Zeta（大寫Ζ/Ζ̵，小寫ζ/ζ̵，中文音译：澤塔、截塔），是第六個希臘字母。數學上，有多個名為Zeta函數的函數，最著名的是黎曼ζ函數。拉丁字母的Z是從Zeta而來。